# Clivus Capitolinus
La Montée du Capitole (en latin : Clivus Capitolinus) est une rue pavée antique de Rome, principale voie d'accès à la terrasse du Capitole (Area Capitolina).

## Localisation

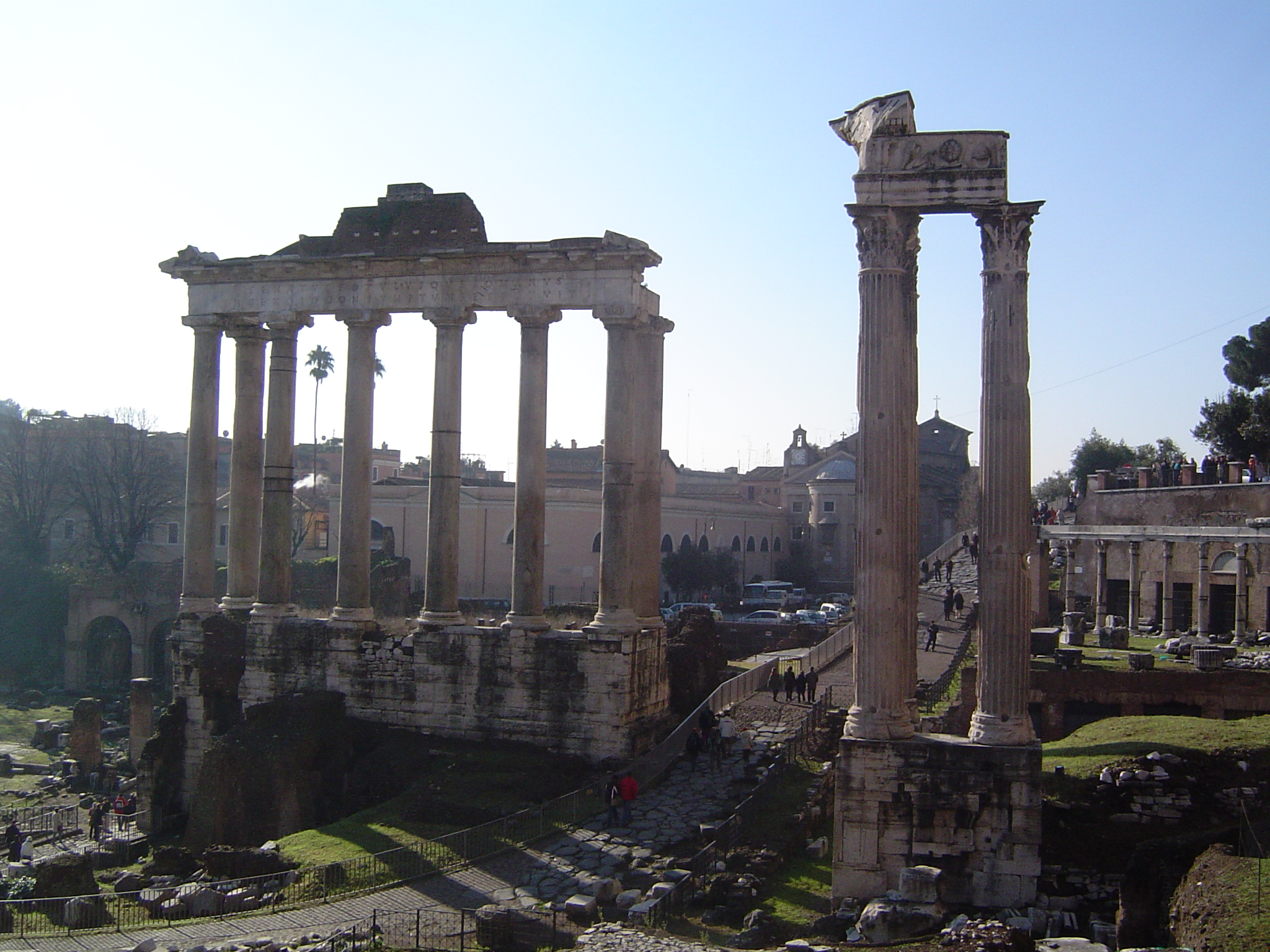
Clivus Capitolinus, rue antique partant du forum entre le temple de Saturne et le temple de Vespasien et montant sur le Capitole.

Le Clivus Capitolinus démarre sur le côté nord du Forum Romain derrière l'arc de Septime Sévère dans le prolongement de la Via Sacra. Il passe ensuite derrière l'arc de Tibère qui enjambe le Vicus Iugarius, entre les temples de Saturne et de Vespasien. Il tourne alors vers le sud, longeant d'abord le portique des Dieux Conseillers avant de monter la pente du Capitole. Il vire finalement vers le nord et débouche au sommet de la colline, au pied du temple de Jupiter Capitolin. Aujourd'hui, la dernière portion de la route s'est effondrée avec une partie de la pente du Capitole.

## Fonction
Cette voie, l'une des plus anciennes de la ville, suit peut-être le tracé de la route qui menait en territoire sabin, modifiée lors de la construction du temple de Saturne. Elle dessert l'un des plus importants temples républicains construits au centre d'une grande aire sacrée. C'est la dernière voie à être empruntée lors de tous les triomphes romains. Il est dit que lors d'un triomphe qu'il célèbre, l'essieu du char de Jules César se brisa sur la voie. Pour conjurer le mauvais présage que l'accident représente, César finit de grimper le Clivus Capitolinus sur les genoux.

« Le premier jour du triomphe il y eut un mauvais présage : l’axe de la voiture triomphale se cassa juste en face du temple de la Fortune construit par Lucullus, de sorte qu’on dut accomplir le reste du trajet sur un autre. Et alors [César] monta les escaliers du Capitole sur les genoux, sans faire attention au char qui avait été consacré à Jupiter en son honneur [...] »

— Dion Cassius (traduction d'E. Gros, 1855), XLIII, 21, 1

## Histoire
À l'origine, une route relie le Forum à la dépression entre le Capitole et l'Arx connue sous le nom d'Inter duos Lucos. À partir de ce point, la route se divise et une des branches mène vers le sommet du Capitole. Vers la fin de la Royauté romaine, la route et la section menant vers le Capitole sont aménagées pour que les chariots puissent l'emprunter : elles prennent alors le nom de Clivus Capitolinus.
En 190 av. J.-C., Scipion fait élever un arc qui enjambe la voie lorsqu'elle débouche au sommet de la colline. En 174 av. J.-C., le Clivus Capitolinus est pavé par les censeurs Quintus Fulvius Flaccus et Aulus Postumius Albinus. Selon les interprétations des textes antiques, ils auraient fait construire un portique qui longe la voie sur le côté droit depuis le temple de Saturne jusqu'au sommet de la colline. Toutefois, un tel portique aurait eu une disposition étrange étant donné la pente de la voie et la courbe qu'elle suit. Il pourrait y avoir confusion avec un portique construit depuis le temple de Saturne, non pas vers le Capitole, mais vers le Comitium, portique qui fermerait la perspective de ce côté du Forum. Le pavage est restauré durant la dictature de Sylla.

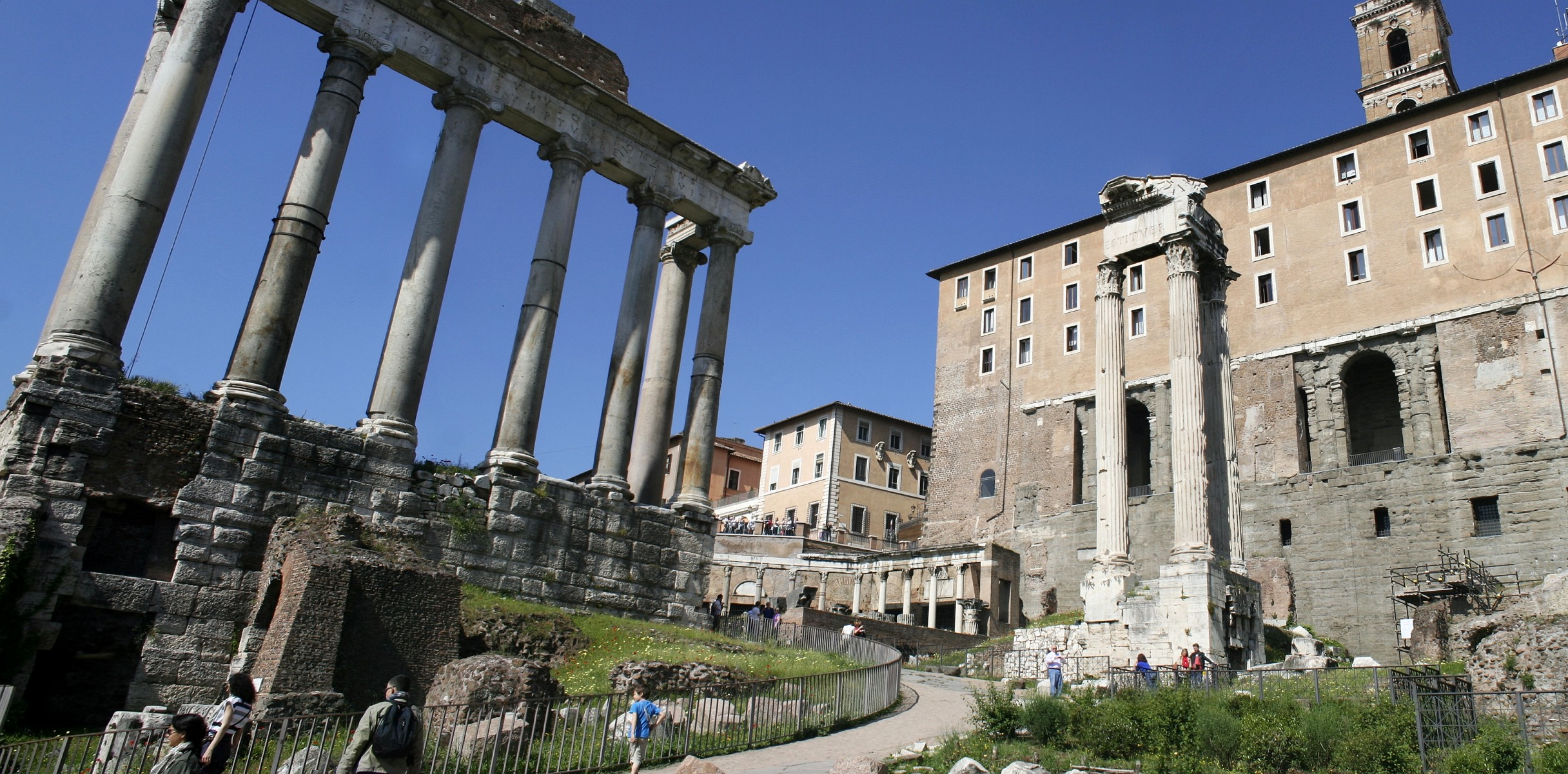
Le Clivus Capitolinus quitte le Forum Romain et commence son ascension vers le sommet du Capitole en passant entre le temple de Saturne (à gauche) et le temple de Vespasien (à droite).
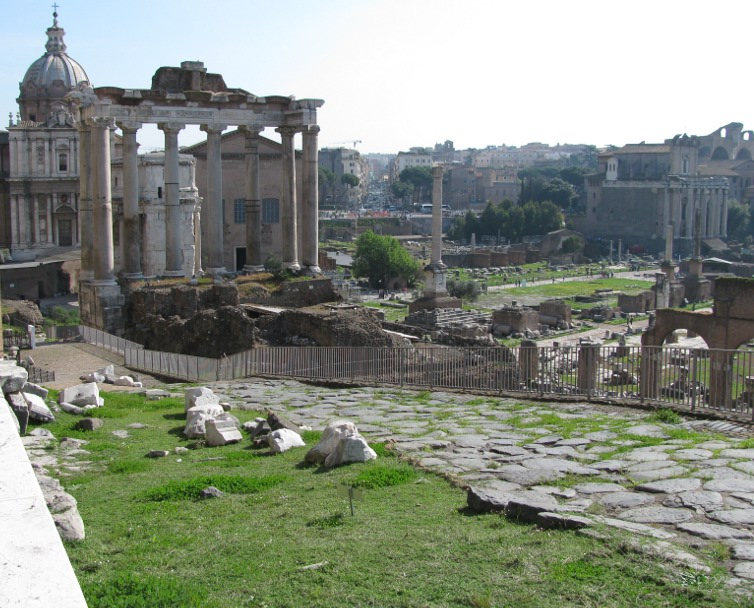
Le Clivus Capitolinus avec le Forum Romain en arrière-plan.